# 캐서린 하워드
캐서린 하워드(Catherine Howard, 1523년 ~ 1542년 2월 13일)는 헨리 8세의 제4계비(재위 1540년 - 1542년)였다. 제3계비 클레페의 앤의 시녀로 있다가 헨리 8세를 사로잡았다. 헨리 8세의 두 번째 왕비 앤 불린, 헨리 8세의 정부였던 메리 불린의 외사촌이었다.

## 생애
캐서린 하워드는 에드먼드 하워드 경과 조시 컬페퍼의 딸로 태어났다. 아버지 에드먼드는 그가 어렸을 때 죽었고, 어머니 조시 컬페퍼 역시 그가 10대일 때 사망했다.
캐서린 하워드는 성격이 경솔하고 천진했다. 명문 하워드가의 딸이었지만, 그녀의 아버지 에드먼드 하워드 경은 항상 빚에 시달렸다. 캐서린 하워드는 헨리 8세의 다른 왕비들과 달리 제대로 된 교육을 받지 못하고 엄하게 감독하는 사람없이 자유분방하게 자랐다. 후일 캐서린 하워드와 사귀었던 남자친구들은 괘씸죄로 헨리 8세에 의해 고문 후 처형당하기까지 했다. 그 뒤 입궐하여 왕궁의 시녀로 있었는데, 50세가 다 되어가는 왕의 눈에 띄었을 때 그녀는 아직 십대 후반의 어린 소녀였다.
앤 불린와는 내외종자매간이었다. 그의 고모 엘리자베스 하워드가 헨리 8세의 두 번째 왕비 앤 불린, 헨리 8세의 정부였던 메리 불린 자매의 친정어머니였다. 앤 불린이 처형당한 후 그의 친척들은 몰락하거나 이민을 떠났지만 그의 집안 만큼은 무사했다.
1540년 헨리 8세와 캐서린 하워드는 결혼식을 올렸다. 그녀는 앤 불린이 처형되는 것을 알았음에도 왕비 자리를 수락한다. 캐서린은 왕비로 정식 즉위식을 올리지는 않았다. 중년의 헨리 8세는 어린 캐서린 하워드를 "가시 없는 장미"라고 부르며 유난히 총애했다. 왕은 그녀에게서 왕자를 얻기를 기대하고 있었다. 캐서린은 아버지뻘인 왕에게 경외어린 애정을 품었다.
캐서린은 클레페의 앤의 시녀 신분으로 궁정에 오기 전, 여러 남자친구를 두었는데 그 중 고위 관료로는 음악 교사 매녹스와 물의를 빚었고, 서기관 프란시스 더햄과는 결혼을 약속한 사이로 공공연히 잠자리를 가진 전력이 있었다. 또 헨리 8세의 눈에 띄기 전에는 왕의 시종 토머스 컬페퍼를 사랑했다. 캐서린 하워드는 왕비가 된 후에도 컬페퍼에게 공공연히 사랑을 고백하는 편지를 보냈다. 그리고 어리석게도 매녹스를 궁중 음악가로 프란시스 더햄을 개인비서관으로 임명해 궁정으로 불러들였다. 자신의 과거를 알고 있는 친지들에게는 뇌물을 주었다.
1541년 11월 2일 헨리 8세는 캐서린 하워드의 과거에 대한 밀고를 받았다. 왕은 캐서린이 처녀가 아니었으며 간통을 하고 있다는 말을 처음에는 애써 믿지 않으려고 했으나, 그의 배신감은 곧 분노로 바뀌었다. 같은 해 11월 12일 프란시스 더햄과 토머스 컬페퍼는 끌려가 고문을 받았으며, 캐서린 하워드는 간통죄로 런던탑에 연금되어 심문을 받았다. 왕비의 간통은 반역으로 여겨지는 중죄였다.
만약 더햄과 과거에 약혼했음을 인정하면 왕과의 결혼이 무효가 되어 간통죄에서 풀려날 기회가 있었으나, 공포에 질린 캐서린은 끝내 약혼 사실을 부인했다. 캐서린은 왕비가 된 후 간통을 저질렀다는 혐의는 끝까지 인정하지 않았다. 헨리 8세는 그녀가 결혼하기 전에 밀회를 즐겼던 남자들을 모두 잡아다가 산채로 가죽을 벗겨 죽였다.
사권박탈법(a bill of attainder)에 따라 사형이 확정되자 캐서린 하워드는 방에서 처형대로 올라가 목을 내미는 순간을 여러 번 연습했다고 한다. 1542년 2월 13일, 캐서린 하워드는 런던 탑에서 참수되었다. "왕비로 죽지만 차라리 컬페퍼의 부인으로 죽고 싶었다"는 유언은 후세의 전설이다.
그로부터 1년 후인 1543년, 헨리 8세는 제5계비가 되는 캐서린 파와 결혼한다.